# Saint-Gilles (Luik)
Saint-Gilles is een buurt (sous-quartier) in Luik, behorend tot de wijk Luik-Centrum.

## Geschiedenis
De buurt, op het Haspengouws Plateau gelegen, was vroeger bedekt met bos. Mogelijk werd reeds in 1056 een altaar opgericht om een reliek te bewaren, teneinde deze door de bevolking te vereren. Er zou toen een priorij zijn opgericht die aan Sint-Gillis gewijd was.
In 1124 werd de priorij verheven tot abdij, en trokken er Augustijner koorheren heen.
De heuvel werd vanaf de 15e eeuw ook gebruikt als executieplaats voor vreemdelingen, en er waren galgen, maar soms werd er ook geradbraakt en levend verbrand. Aan dit alles kwam pas eind 18e eeuw een einde.

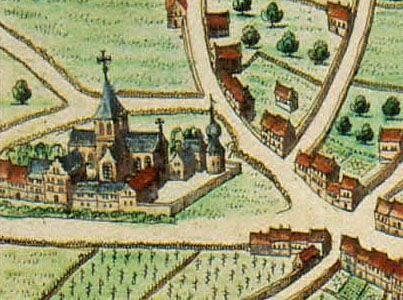
Abdij van Sint-Gilles vóór 1459
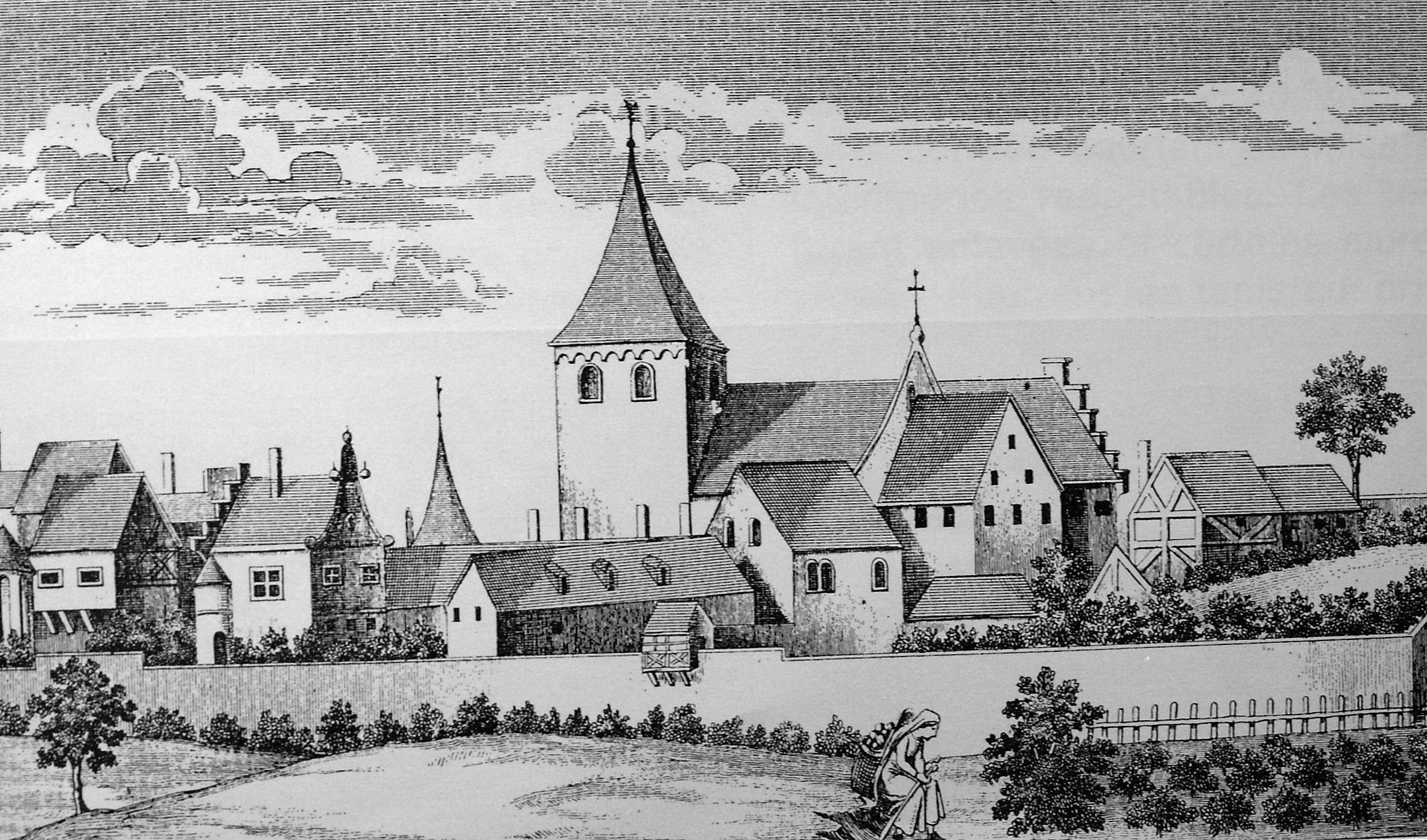
Abdij van Sint-Gillis in 1584
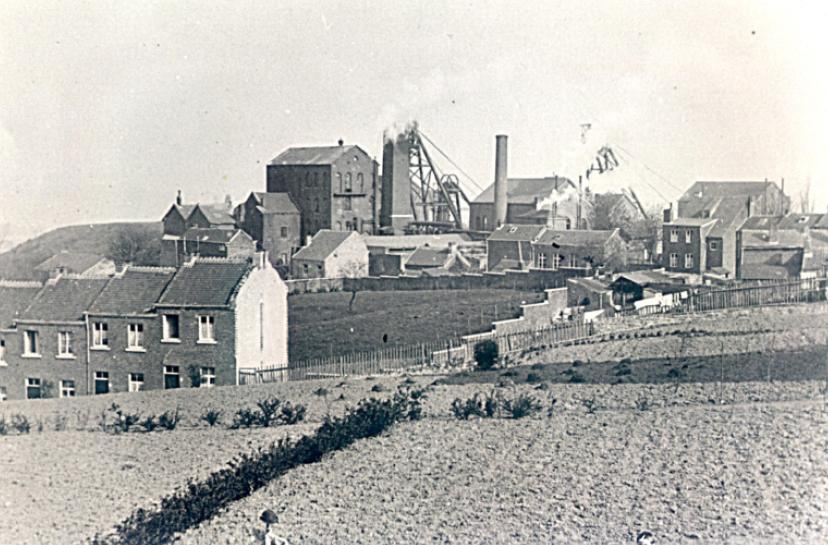
Voormalige Charbonnage de la Haye

De 19e eeuw bracht de opkomst van de steenkoolwinning met zich mee, hier vooral uitgevoerd door de Société anonyme des Charbonnages de La Haye. Daar kwam in de jaren '60 van de 20e eeuw een einde aan.

## Bezienswaardigheden
- De Sint-Gilliskerk
- De Sint-Christoffelkerk